# الشرارة (منظمة شيوعية مصرية)
الشرارة كانت منظمة شيوعية في مصر، تأسست في عام 1942 على يد هليل شوارتز. في المرحلة الأولى من وجودها، كان أعضاء الشرارة مجموعة صغيرة لا يتجاوز عددهم 100 عضو.
وكان أتباع الشرارة، مثل أنصار الفصائل الشيوعية المصرية الأخرى، نشطين داخل الطليعة الوفدية (طالع الوفد). ركزت الشرارة على دراسات النظرية الماركسية وتطبيقاتها في المجتمع المصري. كان نهج الشرارة هو أن المهمة الأولى للشيوعيين هي بناء قاعدة بين المثقفين الثوريين، وأن التعبئة الجماهيرية ستتبع ذلك في مرحلة لاحقة.
وفي عام 1944 أنشأت الشرارة مركزًا للدراسات: دار الأبحاث العلمية. نشر المركز الأدبيات وأعطى دروسًا حول الفكر الشيوعي. كانت الشرارة واحدة من القوى التي ساهمت في تأسيس الجامعة الشعبية الوطنية في عام 1945، وهي المؤسسة التي قدمت دورات في السياسة والعلوم الاجتماعية لنشطاء العمال.
في شباط 1946، كانت الشرارة واحدة من المجموعات التي نظمت اللجنة الوطنية للعمال والطلاب، وهي حركة جماهيرية من أجل الاستقلال الوطني والإصلاحات الاجتماعية. واستمرت اللجنة الوطنية حتى تموز من نفس العام.
في عام 1947 بدأت المنظمة في نشر صحيفة الجماهير. كان شادي عطية الشافعي مديرًا لدار البحوث العلمية ثم رئيس تحرير مجلة الجماهير. وكان الشافعي أول مسلم مصري ينضم إلى قيادة الشرارة. في نفس العام اندمجت الشرارة مع الحركة المصرية للتحرر الوطني لتشكيل الحركة الديمقراطية للتحرر الوطني.

## الملف الاجتماعي
وبالمقارنة مع المنظمات الشيوعية الأخرى المعاصرة في مصر، فإن عضوية الشرارة تتكون في معظمها من المثقفين. وكما هو الحال مع جميع المجموعات الشيوعية، كان الكوادر في الغالب متمركزين في منطقة القاهرة. وكان عدد كبير من كوادر الشرارة هم من اليهود الأوروبيين أو ينتمون إلى أقليات أوروبية أخرى. ينتمي العديد من نشطاء الشرارة إلى الطبقات العليا من مجتمع القاهرة، وكان يتم تجنيدهم في كثير من الأحيان من المدرسة الفرنسية بالقاهرة. وكان التجنيد في أغلب الأحيان من خلال تنظيم الحفلات والمناسبات الاجتماعية. في عام 1945، بلغ عدد أعضاء الشرارة حوالي 900 شخص. 40% منهم كانوا أجانب.
ومن الجدير بالذكر أن الأعضاء اليهود في قيادة الشرارة اتخذوا نهجًا أكثر تشدداً في معاداة الصهيونية من الكوادر غير اليهودية. حوالي عام 1946/أوائل عام 1947 قاموا بتشكيل الرابطة اليهودية المناهضة للصهيونية.
وفي صحيفة الشرارة نُظمَت أول منظمة شيوعية نسائية في مصر. ومن أوائل الكوادر النسائية لطيفة الزيات، وثريا أدهم، وفاطمة زكي، وإنجي أفلاطون، وإيمي سيتون، وأوديت حزان سليمان.
سرعان ما اكتسبت مجموعة الشرارة سمعة كونها ملاذًا للفجور الجنسي. في واقع الأمر، كان الخطاب المعادي للشيوعية في مصر في ذلك الوقت، والذي كان يتمحور حول ادعاءات مفادها أن الحركة الشيوعية فاسدة أخلاقيًّا ويسيطر عليها اليهود، يعتمد إلى حد كبير على سمعة جماعة الشرارة. وأصبحت الفصائل الشيوعية الأخرى تنتقد صحيفة الشرارة بشدة، وخاصة فيما يتعلق بدور المرأة في المنظمة. هنري كورييل، زعيم حزب شيوعي، انتقد صحيفة الشرارة لتنظيمها الأحزاب كأداة للتجنيد السياسي.